# Lista stadioanelor de fotbal din România
Aceasta este o listă a stadioanelor de fotbal din România, clasate în ordinea descrescătoare a capacității de locuri. În România există un număr mare de stadioane și terenuri de fotbal fără toate locurile pe scaune, care au fost construite în cursul secolului XX. Prin urmare, această listă este limitată la stadioanele care îndeplinesc unul dintre următoarele criterii, pe baza capacității actuale și a facilităților stadionului:
- Orice stadion de fotbal cu o capacitate mai mare de 10.000 de locuri.
- Orice stadion de fotbal cu toate locurile pe scaune, cu o capacitate mai mare de 4.000 de locuri.
- Stadioane utilizate de unul dintre cele 16 cluburi care joacă în SuperLiga României sau de unul dintre cele 22 de cluburi care joacă în Liga a II-a din România, începând cu sezonul 2024-25.

## Stadioane în folosință
Stadioane utilizate de cluburi din SuperLiga României
      Stadioane utilizate de cluburi din Liga a II-a
      Stadioane utilizate de cluburi din Liga a III-a sau mai jos
| Imagine                                | Localitate                         | Denumire                           | Capacitate                         | Inaugurat                          | Renovat                            | Beneficiar                                              |
| Stadioane UEFA Categoria 4 (Elite)     | Stadioane UEFA Categoria 4 (Elite) | Stadioane UEFA Categoria 4 (Elite) | Stadioane UEFA Categoria 4 (Elite) | Stadioane UEFA Categoria 4 (Elite) | Stadioane UEFA Categoria 4 (Elite) | Stadioane UEFA Categoria 4 (Elite)                      |
| -------------------------------------- | ---------------------------------- | ---------------------------------- | ---------------------------------- | ---------------------------------- | ---------------------------------- | ------------------------------------------------------- |
|                                        | București                          | Arena Națională                    | 55.634                             | 2011                               |                                    | Echipa națională de fotbal a României FCSB              |
|                                        | București                          | Steaua                             | 31.254                             | 2021                               |                                    | CSA Steaua                                              |
|                                        | Craiova                            | Ion Oblemenco                      | 30.983                             | 2017                               |                                    | Universitatea Craiova                                   |
|                                        | Cluj-Napoca                        | Cluj Arena                         | 30.335                             | 2011                               |                                    | Universitatea Cluj                                      |
|                                        | Ploiești                           | Ilie Oană                          | 15.073                             | 2011                               |                                    | Petrolul Ploiești                                       |
|                                        | București                          | Superbet Arena-Giulești            | 14.047                             | 2022                               |                                    | Rapid București                                         |
|                                        | Sibiu                              | Municipal                          | 13.014                             | 2022                               |                                    | Hermannstadt                                            |
|                                        | Târgu Jiu                          | Constantina Diță-Tomescu           | 12.518                             | 2019                               |                                    | CSM Târgu Jiu                                           |
|                                        | Arad                               | Francisc Neuman                    | 11.500                             | 2020                               |                                    | UTA Arad                                                |
|                                        | Sfântu Gheorghe                    | Sepsi                              | 8.400                              | 2021                               |                                    | Sepsi OSK                                               |
|                                        | București                          | Arcul de Triumf                    | 8.207                              | 2021                               |                                    | Dinamo București                                        |
| Imagine                                | Localitate                         | Denumire                           | Capacitate                         | Inaugurat                          | Renovat                            | Beneficiar                                              |
| Stadioane UEFA Categoria 3             |                                    |                                    |                                    |                                    |                                    |                                                         |
|                                        | Piatra-Neamț                       | Ceahlăul                           | 18.000                             | 1935                               | 2007                               | Ceahlăul Piatra Neamț                                   |
|                                        | Cluj-Napoca                        | Dr. Constantin Rădulescu           | 17.408                             | 1973                               | 2008                               | CFR Cluj                                                |
|                                        | Târgoviște                         | Eugen Popescu                      | 8.400                              | 2023                               |                                    | Chindia Târgoviște                                      |
|                                        | Ovidiu                             | Central-Academia Gheorghe Hagi     | 4.545                              | 2015                               |                                    | Farul Constanța                                         |
| Imagine                                | Localitate                         | Denumire                           | Capacitate                         | Inaugurat                          | Renovat                            | Beneficiar                                              |
| Alte Stadioane                         |                                    |                                    |                                    |                                    |                                    |                                                         |
|                                        | Medgidia                           | Iftimie Ilisei                     | 32.700 (800 scaune)                | 1978                               | 2021                               | CS Medgidia                                             |
|                                        | Galați                             | Nicolae Rainea                     | 24.000 (8.000 scaune)              | 1920                               | 2004                               | Vacant                                                  |
|                                        | Drobeta-Turnu Severin              | Municipal                          | 20.054                             | 1977                               | 2010                               | FCU Craiova                                             |
|                                        | Alba Iulia                         | Cetate                             | 18.000 (8.000 scaune)              | 1982                               | 2004                               | Unirea Alba Iulia                                       |
|                                        | Satu Mare                          | Daniel Prodan                      | 18.000 (2.500 scaune)              | 1942                               |                                    | Olimpia MCMXXI Satu Mare CSM Olimpia Satu Mare          |
|                                        | Hunedoara                          | Corvinul 1921                      | 16.000 (3.000 scaune)              | 1960                               | 2009                               | Corvinul Hunedoara                                      |
|                                        | Petroșani                          | Petre Libardi                      | 15.500                             | 1982                               | 2005                               | Jiul Petroșani                                          |
|                                        | Scornicești                        | Viitorul                           | 13.500                             | 1975                               |                                    | Olt Scornicești                                         |
|                                        | Galați                             | Oțelul                             | 13.500                             | 1982                               | 2006                               | Oțelul Galați                                           |
|                                        | Buzău                              | Municipal                          | 12.321                             | 1974                               | 2007                               | Gloria Buzău                                            |
| Stadionul Municipal                    | Râmnicu Vâlcea                     | Municipal                          | 12.000                             | 1946                               | 2006                               | SCM Râmnicu Vâlcea Minerul Costești                     |
|                                        | Caracal                            | Jane Nițulescu                     | 11.500                             |                                    | 2006                               | Vacant                                                  |
|                                        | Iași                               | Emil Alexandrescu                  | 11.310                             | 1960                               | 2016                               | Politehnica Iași                                        |
|                                        | Oradea                             | Iuliu Bodola                       | 11.067                             | 1924                               | 2015                               | Bihor Oradea                                            |
|                                        | București                          | Regie                              | 10.020                             | 1920                               | 2007                               | Academia Germană de Fotbal                              |
| Flacara Moreni Stadium                 | Moreni                             | Flacăra                            | 10.000                             | 1922                               | 1973                               | Flacăra Moreni                                          |
|                                        | Mioveni                            | Orășenesc                          | 10.000                             | 2000                               | 2007                               | FC Argeș Pitești                                        |
|                                        | Turda                              | Municipal                          | 10.000 (8.500 scaune)              | 1975                               |                                    | Sticla Arieșul Turda                                    |
|                                        | Slatina                            | 1 Mai                              | 10.000 (6.500 scaune)              | 1924                               | 2010                               | CSM Slatina                                             |
|                                        | Vaslui                             | Municipal                          | 9.240                              | 1972                               | 2005                               | CSM Vaslui                                              |
|                                        | Giurgiu                            | Marin Anastasovici                 | 8.500                              | 1970                               | 2014                               | Dunărea Giurgiu                                         |
|                                        | Focșani                            | Milcovul                           | 8.500 (560 scaune)                 | 1974                               | 2005                               | CSM Focșani                                             |
|                                        | Brașov                             | Tineretului                        | 8.150                              | 1937                               | 2005                               | SR Brașov                                               |
|                                        | Baia Mare                          | Viorel Mateianu                    | 8.000                              | 1923                               | 2008                               | Minaur Baia Mare                                        |
| Reŝico, stadiono Mircea Chivu, 1       | Reșița                             | Mircea Chivu                       | 8.000                              | 1926                               | 2009                               | CSM Reșița                                              |
|                                        | Bistrița                           | Jean Pădureanu                     | 7.800                              | 1930                               | 2008                               | Gloria Bistrița-Năsăud                                  |
| MunicipalBotosani                      | Botoșani                           | Municipal                          | 7.782                              |                                    | 2009, 2013                         | FC Botoșani                                             |
|                                        | Suceava                            | Areni                              | 7.000                              | 1963                               | 2002                               | Cetatea Suceava                                         |
|                                        | Urziceni                           | Tineretului                        | 7.000                              | 1976                               | 2017                               | FC Urziceni                                             |
|                                        | Tulcea                             | Delta                              | 6.600                              |                                    | 2016                               | Vacant                                                  |
| Stadionul 1 mai (Slobozia) - panoramio | Slobozia                           | 1 Mai                              | 6.000                              | 1950                               |                                    | Vacant                                                  |
|                                        | Călărași                           | Ion Comșa                          | 6.000                              | 1962                               | 2018                               | Dunărea Călărași                                        |
|                                        | Chiajna                            | Concordia                          | 5.123                              | 2007                               | 2014, 2022                         | Concordia Chiajna                                       |
|                                        | Sfântu Gheorghe                    | Municipal                          | 4.774                              | 1930                               | 2017                               | Vacant                                                  |
|                                        | Voluntari                          | Anghel Iordănescu                  | 4.518                              | 2012                               | 2016                               | FC Voluntari                                            |
|                                        | Clinceni                           | Clinceni                           | 4.502                              | 2011                               | 2019                               | CS Inter Ilfov, Unirea Slobozia, Metaloglobus București |
|                                        | Miercurea Ciuc                     | Municipal                          | 4.000                              | 1904                               | 2022                               | FK Csíkszereda                                          |
|                                        | Ungheni                            | Central                            | 2.000                              | 1980                               | 2023                               | Unirea Ungheni                                          |
|                                        | Buzău                              | Metalul                            | 1.606                              | 1950                               | 2017                               | Metalul Buzău                                           |
|                                        | Dumbrăvița                         | Ștefan Dobay                       | 600                                |                                    |                                    | CSC Dumbrăvița                                          |

## Stadioane în stare avansată de degradare, inutilizabile
| Imagine | Localitate  | Denumire  | Capacitate            | Inaugurat | Renovat |
| ------- | ----------- | --------- | --------------------- | --------- | ------- |
|         | Brăila      | Municipal | 20.154 (6.814 scaune) | 1974      | 2009    |
|         | Bacău       | Municipal | 17.500                | 1966      | 2003    |
|         | București   | Dinamo    | 15.032                | 1952      | 2007    |
|         | București   | Cotroceni | 14.542                | 1995      |         |
|         | Ploiești    | Astra     | 9.000                 | 1934      |         |
|         | Târgu Mureș | Trans-Sil | 8.250                 | 2007      | 2010    |
|         | Mediaș      | Gaz Metan | 7.814                 | 1950      | 2010    |
|         | Craiova     | Extensiv  | 7.000                 | 1949      | 2015    |

## Stadioane în construcție sau în proces de renovare
| Localitate | Denumire                            | Capacitate | Inaugurat | Renovat | Beneficiar                |
| ---------- | ----------------------------------- | ---------- | --------- | ------- | ------------------------- |
| Târgoviște | Stadionul Dâmbovița Arena           | 12.402     | 2026      | -       | Chindia Târgoviște        |
| București  | Stadionul Dinamo (2028)             | 25.059     | 2028      | -       | FC Dinamo București       |
| Constanța  | Stadionul Farul (2028)              | 18.000     | 2028      | -       | FCV Farul Constanța       |
| Pitești    | Stadionul "Nicolae Dobrin" (2028)   | 15.200     | 2028      | -       | FC Argeș                  |
| Oradea     | Stadionul "Iuliu Bodola" (2028)     | 16.291     | 2028      | -       | Bihor Oradea              |
| Hunedoara  | Stadionul "Corvinul 1921 Hunedoara" | 10.100     | 2028      | -       | Corvinul Hunedoara        |
| Brașov     | Stadionul "Silviu Ploieșteanu"      | 10.000     | 1937      | 2028    | SR Brașov                 |
| Timișoara  | Stadionul "Eroii Timișoarei"        | 10.101     | 2026      | -       | SSU Politehnica Timișoara |
| Timișoara  | Stadionul Dan Păltinișanu (2025)    | 32.150     | 2028      | -       | SSU Politehnica Timișoara |

## Stadioane demolate
| Imagine | Localitate  | Denumire                   | Capacitate   | Demolat   |
| ------- | ----------- | -------------------------- | ------------ | --------- |
|         | București   | Național                   | 60.120       | 2007      |
|         | București   | Republicii                 | peste 40.000 | 1984      |
|         | Timișoara   | Dan Păltinișanu            | 32.972       | 2025      |
|         | Brașov      | Municipal                  | 30.000       | 2008      |
|         | București   | Steaua                     | 28.365       | 2018      |
|         | Cluj-Napoca | Ion Moina                  | 28.000       | 2008      |
|         | Craiova     | Ion Oblemenco              | 25.252       | 2015      |
|         | București   | Giulești-Valentin Stănescu | 19.100       | 2019      |
|         | Constanța   | Gheorghe Hagi              | 15.520       | 2023      |
|         | Pitești     | Nicolae Dobrin             | 15.000       | 2023      |
|         | București   | Venus                      | 15.000       | 1953      |
|         | Sibiu       | Municipal                  | 14.200       | 2020      |
|         | Ploiești    | Ilie Oană                  | 14.000       | 2010      |
|         | Târgu Jiu   | Tudor Vladimirescu         | 9.200        | 2015      |
|         | Arad        | Francisc von Neuman        | 7.287        | 2014      |
|         | București   | Romcomit                   | 5.000        | 1934      |
|         | București   | Unirea                     | 4.000        | anii 1950 |